# Догуш Дер'я
Догуш Дер'я (нар. 1978, Північна Нікосія, Турецька Республіка Північного Кіпру) — північнокіпрська політична діячка. Дер'я відома як активна прихильниця гендерної рівності, захисту прав ЛГБТ, а також демократичних цінностей та свободи у сфері освіти.

## Життєпис
Народилася 1978 року в Північній Нікосії. Вивчала політологію та міжнародні відносини в Стамбульському університеті, який закінчила 1999 року. Потім здобула ступінь магістра на кафедрі соціології Босфорського університету. Ступінь доктора філософії здобула в Кіпрському університеті.
Брала участь у створенні Асоціації представників університету та Кіпрської молодіжної платформи. В останні роки навчання в Туреччині брала активну участь у діяльності ряду асоціацій із захисту прав жінок.
Після повернення на Кіпр у 2007—2008 роках викладала політичну соціологію у Близькосхідному університеті.

### Політична кар'єра
2013 року балотувалася до складу Асамблеї від республіканської турецької партії, була 6-ю в партійному списку. Отримала 18 175 голосів, посівши 7-ме місце, і була обрана; 2018 року переобралася.
Бурхливі обговорення викликав той факт, що під час складання присяги в Асамблеї вона відмовилася вимовляти текст, у якому робився акцент на «цілісності Турецької Республіки Північного Кіпру», заявивши, що клятва «надто маскулінна». Дер'я хотіла зачитати змінений варіант присяги, в якому наголошувався на боротьбі за федеральний Кіпр і проти будь-яких форм дискримінації, включно з заснованою на сексуальній орієнтації.
2014 року вона ініціювала внесення змін до Кримінального кодексу, зокрема до статей про сексуальні злочини. 2015 року вона очолила комітет із підготовки нової редакції Сімейного кодексу. У запропонованій Дер'єю редакції кодексу хлопчикам надавалася можливість отримати такий самий ступінь захисту, як і дівчатам, а жінкам надавалася право вільного вибору прізвища після шлюбу. Крім цього, в законі пропонувалося збільшити заходи захисту жінок, які зазнають насильства або загрожені його застосуванням.